# 威廉棘鱗魚
威廉棘鱗魚為輻鰭魚綱金眼鯛目金鱗魚亞目金鱗魚科的其中一種，分布於東南太平洋的復活節島海域，棲息深度1-18公尺，體長可達19.5公分，棲息在礁石區。

## 擴展閱讀
維基物種上的相關：威廉棘鱗魚